# Бурлаков Віктор Михайлович
Віктор Михайлович Бурлаков (нар. в 1947 році — 27 квітня 2023) — один із відомих засновників Народного Руху України, заступник співголови НРУ (до 1992), Голова міської ради м. Трускавець (1990—1991).

## Життєпис
Народився в родині сільських учителів в с. Мотовилівка Любарського району на Житомирщині.
Після закінчення у 1965 р. Старолюбарської середньої школи вступив у Львівський політехнічний інститут (ЛПІ).
У 1970 році закінчив ЛПІ за спеціальністю інженера-будівельника.
У 1971—1973 роках служив у армії.
Після армії працював за фахом у Трускавецькому будівельному управлінні тресту «Карпатикурортбуд», тресті «Дрогобичпромбуд», Дрогобицькому управлінні механізації будівництва.
У 1982—1985 рр. — проректор з адміністративно-господарської роботи Дрогобицького державного педагогічного інституту імені Івана Франка.
У 1988 року спільно з однодумцями створив у Трускавці ГО «Відродження», яка згодом оголосила себе філією Товариства української мови ім. Т. Шевченка (ТУМ). Був членом оргкомітету з підготовки установчого з'їзду Руху, його делегатом. Голова Дрогобицького об'єднаного відділення Народного Руху (1989).
З березня 1990 по травень 1991 року очолював Трускавецьку міську раду. У жовтні 1990 р. він очолив Секретаріат Руху. Входив до ВСЕУКРАЇНСЬКОГО ГРОМАДСЬКОГО ОБ'ЄДНАННЯ «УКРАЇНСЬКА НАРОДНА РАДА»
За деякими даними у грудні 1991 р. Голова Служби національної безпеки України Євген Марчук присвоїв В. Бурлакову звання генерал-майора та призначив його начальником Управління захисту національної державності та боротьби з тероризмом (Управління «Т»). На цій посаді Віктор Бурлаков працював до 1996 року.
Згодом Віктор Бурлаков переїхав із Трускавця і проживав на Житомирщині у місті Любар разом із дружиною та рідними.